# Wernerian Natural History Society

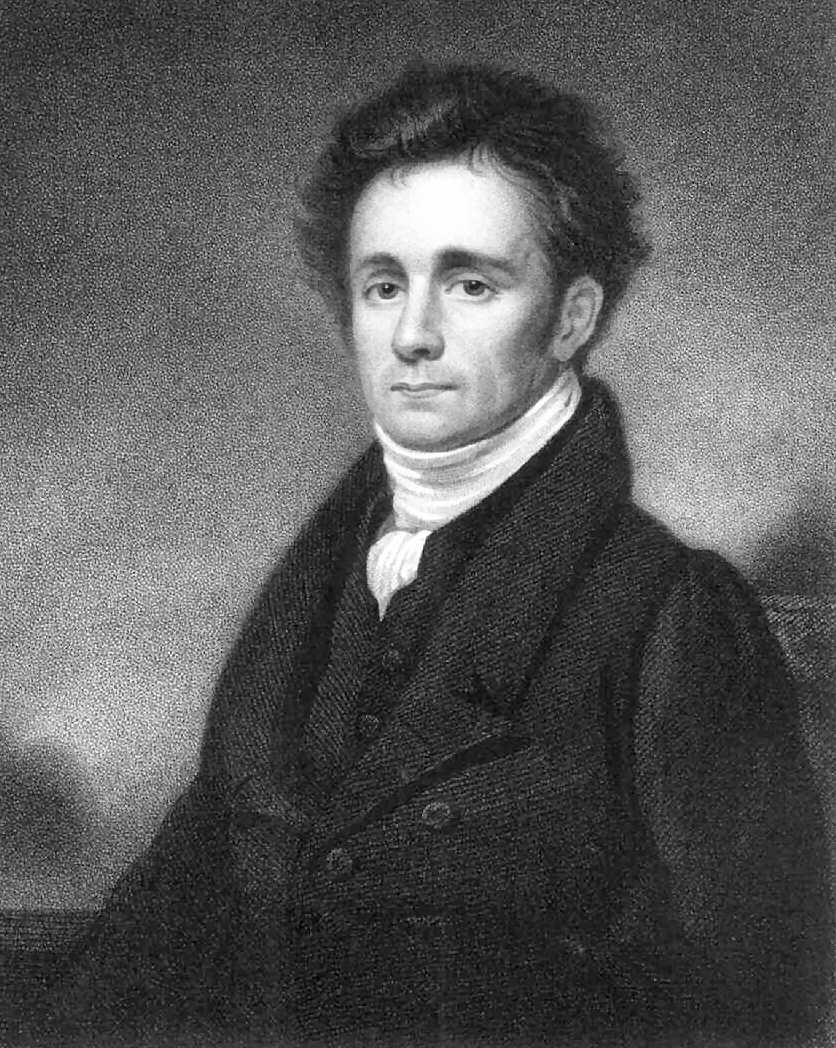
Robert Jameson, fundador y presidente vitalicio de la Wernerian Society.

Wernerian Natural History Society (12 de enero de 1808 hasta 16 de abril de 1858), comúnmente abreviado como la Wernerian Society, era una sociedad científica interesada en el amplio campo de la historia natural , y publicó los trabajos presentados sobre diversos temas tales como la mineralogía, plantas, insectos, y expediciones científicas. La sociedad era una ramificación de la Royal Society de Edimburgo, y desde sus inicios fue una organización de élite.
La Sociedad lleva el nombre de Abraham Gottlob Werner, un geólogo alemán que era el creador de neptunismo, que atribuía el origen de las rocas a la cristalización de minerales en los océanos, en un período temprano tras la creación  En ese momento, todas las rocas, como el basalto, y las sustancias cristalinas fueron consideradas por algunos como precipitadas de una solución.

## Historia
Robert Jameson, profesor regio de Historia Natural en la Universidad de Edimburgo, fue el presidente fundador y vitalicio de la Sociedad. En 1800, pasó un año en la academia de la minería en Freiberg, Sajonia, donde estudió con Werner. La Sociedad fue fundada el 12 de enero de 1808, y la primera reunión de la Sociedad se produjo el 2 de marzo de 1808. Entre 1811 y 1839 se publicaron ocho volúmenes de las Memorias de la Sociedad de Historia Natural Werneriana. Más de doce trabajos de Jameson sobre geología y mineralogía fueron publicados en estos volúmenes, y también contribuyó en la zoología y la botánica. La Sociedad acogió a muchos de los científicos notables de su época.